# Acroceratitis tenmalaica
Acroceratitis tenmalaica är en tvåvingeart som beskrevs av Albany Hancock och Drew 1999. Acroceratitis tenmalaica ingår i släktet Acroceratitis och familjen borrflugor. Inga underarter finns listade i Catalogue of Life.